# Lilla röda traktorn
Lilla Röda Traktorn är en animerad TV-serie riktad till barn i 2-5-årsåldern. Serien utspelar sig på den engelska landsbygden. Varje avsnitt är ca. 10 minuter långt.
De viktigaste rollfigurerna är:
- Sven, bonden som äger och har renoverat den Lilla Röda Traktorn
- Barnen Anna och Ronny och deras mamma och pappa
- Mjölnaren Stumpen, och hans fru Elsa. Stumpen kör omkring med fyrhjulingen Ponken och blir ofta avkastad
- Storbonden Herr Jonsson, som äger Stora Blå, traktens största och finaste traktor
- Valter, som har bilverkstad, mack och en gammal veteranbil, som aldrig blir färdigreparerad
- Nicola, hans dotter, som kör bärgningsbilen Blixten

Hittills finns 3 säsonger: 1 (52 avsnitt=egentligen 2 säsonger), 2 (23 avsnitt) och 3 (24 avsnitt). Serien har sänts på SVT:s barnkanalen.
Exempel på avsnitt är: "En hemlig vrå", "Födelsedag", "En nedgrävd skatt" och "Glada grisar på rymmen".